# Doktor Josifovo
Doktor Josifovo (bulgariska: Доктор Йосифово) är ett distrikt i Bulgarien.   Det ligger i kommunen Obsjtina Montana och regionen Montana, i den nordvästra delen av landet, 90 km norr om huvudstaden Sofia.
Trakten runt Doktor Josifovo består till största delen av jordbruksmark. Runt Doktor Josifovo är det ganska tätbefolkat, med 86 invånare per kvadratkilometer.